# Aşağı Habip, Birecik
Aşağı Habip là một xã thuộc huyện Birecik, tỉnh Şanlıurfa, Thổ Nhĩ Kỳ. Dân số thời điểm năm 2011 là 471 người.